# Ламантин амазонський
Ламантин амазонський, ламантин бразильський (Trichechus inunguis) — вид ссавців з ряду сирен.

## Етимологія
лат. In — «ні», лат. unguis — «ніготь». Посилаючись на те, що грудні плавники не мають нігтів, на відміну від виду в країнах Карибського басейну, який має.

## Середовище проживання
Країни проживання: Бразилія, Колумбія, Еквадор, Перу.
Поширений в Південній Америці в річці Амазонці і її притоках на площі приблизно сім мільйонів квадратних кілометрів. Однак розподіл є нерівномірним з концентрацією в районах, багатих поживними речовинами затопленого лісу, який охоплює близько 300 000 км². Мешкає в середовищі низинних тропічних районів нижче 300 м над рівнем моря.

## Морфологія
Морфометрія. повна довжина 2.8 метра. Вага 350–480 кг.
Опис. Цей великий вид мають кремезне циліндричне тіло. Шкіра гладка, м'яка і безволоса, чорнувато-сірого кольору з великою нерівною білуватою плямою на грудях і животі. Кінцівки у формі плавників короткі, округлі і без кігтів. Задні кінцівки відсутні. Голова невелика і округла, морда широка і товста з великою верхньою губою. Очі маленькі, немає вух. Шия коротка, товста і не дуже добре виражена. Хвіст змінений у вигляді одного плоского плавника округлої форми і розташований в горизонтальній площині. Самиця має пару молочних залоз.
Зубна формула: I 0/0, C 0/0, P 0-2/0-2, M 5/5, загалом від 20 до 28 зубів.

## Стиль життя
Цей повністю водний вид може бути активним і вдень, і вночі. Солітарний, за винятком самиць із дітьми. Харчується водною рослинністю, хоча відомо, що може харчуватися деякими плодами та насінням, які потрапляють у воду. Харчується головним чином під час сезону дощів, але коли озера і річки мілішають змушений переселятися у великі річки, де може обходитися без їжі протягом кількох тижнів у зв'язку з відсутністю водної рослинності. Будучи повністю водним, тільки показує ніздрі над водою, щоб вдихнути, після чого занурюється назад. У самиць вагітність триває один рік, після чого народжується одне дитинча.